# ホリデイ・シンフォニー
交響曲『ニューイングランドの祝日』（A Symphony: New England Holidays）は、チャールズ・アイヴズが1913年に完成させた交響曲。題名は『祝日交響曲』『祭日交響曲』『ホリデイ・シンフォニー』（Holiday Symphony）と呼ばれる場合もある。

## 概要
1897年から1913年にかけて各楽章が断続的に書かれた。アイヴズが「祝日交響曲」を書こうと思い立ったのは1905年の夏のことである。アイヴズは、それぞれの楽章において一人の大人が子供のころの祝日を回想しているかのように書きたいと思っていた。「そこには象徴のようにメロディーがあり、記憶や歴史、戦争、少年時代、コミュニティ、国家といったようなものと響き合っている」。　各楽章はアイヴズの個人的な記憶をもとにして書かれ、その中には父ジョージ・アイヴズやコネチカット州ダンバリーの町も含まれている。父はアイヴズの創作に大きな影響を与えており、それは1894年11月に死去してから特に顕著だった。またダンバリーはアイヴズが幼少期を過ごした町で、「祝日交響曲」の着想の基となった多くの経験を提供している。
1931年と1932年、ニコラス・スロニムスキーの指揮によって第1楽章から第3楽章までがアメリカやヨーロッパで演奏されている。「演奏会は嘲笑、抗議、熱狂を巻き起こした。アイヴズの音楽があくまでプログラムのなかの1曲という位置づけから脱け出すことはなかった。しかし重要な批評家が何人か、まじめな称賛の言葉を寄せてくれた」。
アイヴズは後に第3楽章以外をヴァイオリンとピアノのために抜粋編曲しており、《ヴァイオリンソナタ第5番》として演奏されることがある。

## 作品
アイヴズの作品に幅広い感情表現をもたらしている、多様で独特な不協和音の用法が「祝日交響曲」にも現れている。もう一つの特徴が"メタ様式"で、「一つ一つ（の楽章）は特有の情景と感情を表わしている……様式的な書法を混ぜ合わせて（用いている）」。また、「内省的な遅い音楽と外向的な速い音楽を組み合わせる」パターンがそれぞれの楽章に共通している。
その他には「引用した音楽に和声付けする際の複調の使用や、いくつかの調の結合」を見ることができる。またおびただしい引用や、複数の素材の複雑な重ね合わせについてはよく知られている。過剰な引用がなければ、この作品は4つの記憶や感情を呼び起こす役目を果たさなくなってしまう。
この作品は「交響曲」と題されてはいるが、それぞれの楽章を独立した作品と考え、別個に演奏することも可能である。アイヴズは「メモ」（"Memos"）の中で以下のように記している。

「これら4つの楽章に特別の音楽的関連はない……このことで気付いたのだが、数多ある大きな形式（交響曲、ソナタ、組曲、等々）は必ずしも一体のものとなって（form）はいないし、うまくまとめ上げたつもりでも、一つか二つの楽章を抜粋して演奏されることはあるのだから、その有機的な結合は殺されてしまうのだ」

## 楽器編成
総編成で記すが、作曲者は必ずしも演奏を前提で作曲したのではなく、あくまでも任意で曖昧なところも多い。
- ピッコロ2（アド・リブ）、フルート2（3番は任意）、オーボエ2、イングリッシュホルン、小クラリネット、クラリネット2（B♭管、一部3番は任意）、ファゴット3（一部3番は任意）、コントラバスーン、ホルン4（F管、5番は任意）、トランペット3（B♭管、一部3番と4番は任意）、コルネット（B♭管）、トロンボーン3、チューバ、ティンパニ、小太鼓、テナードラム、合わせシンバル、シンバル付きの大太鼓、ハイベルズ、メディアムベルズ、ロウベルズ、教会の鐘、木琴、ジューズハープ
- バッテリーユニット（コントラバスーン、ホルン4、トロンボーン）
- 混声合唱
- オーケストラピアノ、チェレスタ
- 弦五部

## 演奏時間
約40分（各楽章、10分、9分、6分、15分）

## 楽曲構成
標題通りに各楽章はアメリカにおける祝日を表わしており、それぞれ四季の移り変わり（順に冬、春、夏、秋）に対応している。
I. ワシントン誕生日（Washington's Birthday）
この楽章は「細かく組み上げられた弦楽を中心に書かれ、複雑な和声を特徴とする」、印象主義風の作品である。弦五部、ホルン、フルート、鐘、ジューズハープという節約された編成で書かれている。1909年に書き上げられ、1913年に改訂の上出版された。演奏時間は約11-12分。
最初の部分でアイヴズは、2月の冷え切った、もの寂しい夜を創り上げようとしている。「ほぼ全音音階に基づく和音が平行移動し、雪の吹き溜まりや丘を描写している」。
中間のアレグロ部分では、バーンダンスの古い曲が用いられる。「何重にも重ねられた不協和音のオスティナートが、群衆のざわめきを表している」。バーンダンスは田舎のフィドルのイメージも含んでおり、1890年に48歳で亡くなった音楽家ジョン・スター（John Starr）への追悼でもある。
楽章の最後は「眠気に襲われた楽士が《おやすみ》（"Good Night, Ladies"）を弾きはじめ、音楽が胸中で消え入るように」終わる。「独奏ヴァイオリンがフィドルの回想を弾き続けるが、これは家に向かう若い農夫の心の中で鳴り続けるダンスの音楽である」。
《ワシントン誕生日》はアイヴズ作品の中でも最初に録音が行われたもので、1934年にスロニムスキーとパン・アメリカ管弦楽団（Pan-America Orchestra）によって、ニュー・ミュージック・クォータリー・レコーディングス（New Music Quarterly Recordings）に録音された。
II. 戦没将兵追悼記念日（Decoration Day）
この楽章は1912年に完成された。フル編成のオーケストラが用いられており、演奏時間は9-10分。1989年に出版された。
アイヴズがこの楽章を書くにあたっては、戦没将兵追悼記念日に父のバンドの演奏を聴いたことから着想を得ている。マーチングバンドはおそらく、ダンバリーの中心部にある戦没者記念碑からウースター共同墓地（Wooster Cemetery）に向かい、そこで少年アイヴズは消灯ラッパ（Taps）を吹いた。バンドはデヴィッド・リーヴス（David Reeves）作曲の《コネティカット国防軍第二連隊行進曲》（"Second Regiment, Connecticut National Guard March"）を演奏して墓地を後にすることが多かったのであろう。
「《戦没将兵追悼記念日》は、弦楽器を中心とした規模の大きい瞑想的な部分で始まる」。これは朝の雰囲気と「立ち起こる記憶」を表わしている。アイヴズはここで1人もしくは2人の奏者をオーケストラから引き離して配置し、「影のライン」（Shadow Lines）と呼んでいる。長調と短調の気味の悪い交錯の中、音楽は静かに展開していく。《ジョージア行進曲》（"Marching through Georgia"）を悲しげな厭戦歌《野営地のテント》（"Tenting on the Old Campground"）に変容させてしまうことで、アイヴズは自身の記憶をこの作品に組み込んでいる。
消灯ラッパの響きが弦楽の奏する《主よ御許に近づかん》と組み合わせられ、さらに悲しげな音楽と陽気な音楽との橋渡しを担う。「ラッパの最後の音と共に音楽はクレッシェンドしていく太鼓のビートに突入する。そのビートは、町へと戻る行進のただ中、引き延ばされた《第二連隊》のメロディーが急に断ち切られるまで続く」。このお祭り騒ぎの後は、楽章の冒頭と同じ音楽で締めくくられる。
III. 独立記念日（The Fourth of July）
フルオーケストラのために書かれ、1912年に完成された。演奏時間は6-7分。
アイヴズはこの作品で、独立記念日の祝祭の中で少年が味わう興奮と、この特別な日に感じる解放感とを伝えようとした。静かに導入される弦楽で始まり、響きやリズムの鮮烈さは少しずつ増大していく。そして《コロンビア、大洋の宝》のパレード風な響きへと移っていき、アイヴズが《ジェネラル・スローカム》（"General Slocum"）のスケッチの中で試していた打ち上げ花火の響きがそれに続く。落ちていく火花の幻影が独立記念日の終わりを告げ、楽章は安らかに終わる。
おびただしい引用が同時進行させられ高度な不協和音を作り出すことから、アイヴズの作品のなかでも特に挑戦的なものとみなされてきた。上記のほか、《ヤンキードゥードゥル》、《ディキシー》、《自由の喊声》、《ジョージア行進曲》、《リパブリック讃歌》といった歌の引用が見られる。
IV. 感謝祭と清教徒上陸記念日（Thanksgiving and Forefathers' Day）
この交響曲の中で最初に書かれた楽章である。もとは1887年、感謝祭の礼拝で使用する2つのオルガン小曲《前奏曲と後奏曲》として書かれたもので、このため他の3楽章に比べ保守的な雰囲気を持っている。管弦楽作品としての編曲は1904年に完成された。
アイヴズはここで、ピューリタンの気質を音楽に取り入れようとしている。短和音と長和音が重ねられ、分かれたまま進行することは、「ピューリタンの意志の堅さ、力強さ、厳格さを表わしている」。

「中間部は、アイヴズの管弦楽作品には珍しく牧歌的な素朴さと優美さを持っている」。ここでは、《輝く岸辺》（"Shining Shore"）がほぼ原形のまま登場する。楽章冒頭の楽想が再び現れて高まっていくと、その頂点で合唱が導入され、《神はわが力》（"Duke Street"）が高らかに歌われる。歌は次第に静まっていき、平安の中に終わる。